# Sianów
Sianów [ˈɕanuf] (deutsch Zanow) ist eine Kleinstadt mit Sitz einer Stadt- und Landgemeinde in der polnischen Woiwodschaft Westpommern, Powiat Koszaliński (Powiat Köslin), mit etwa 6.500 Einwohnern.

## Geographische Lage
Die Ortschaft liegt in Hinterpommern, im Tal der Pollnitz und des Nestbachs und am Osthang des Gollenbergs (Góra Chełmska), etwa zehn Kilometer nordöstlich von Köslin (Koszalin).

Zanow nordöstlich von Köslin und südwestlich von Rügenwalde auf einer Landkarte von 1910

## Geschichte

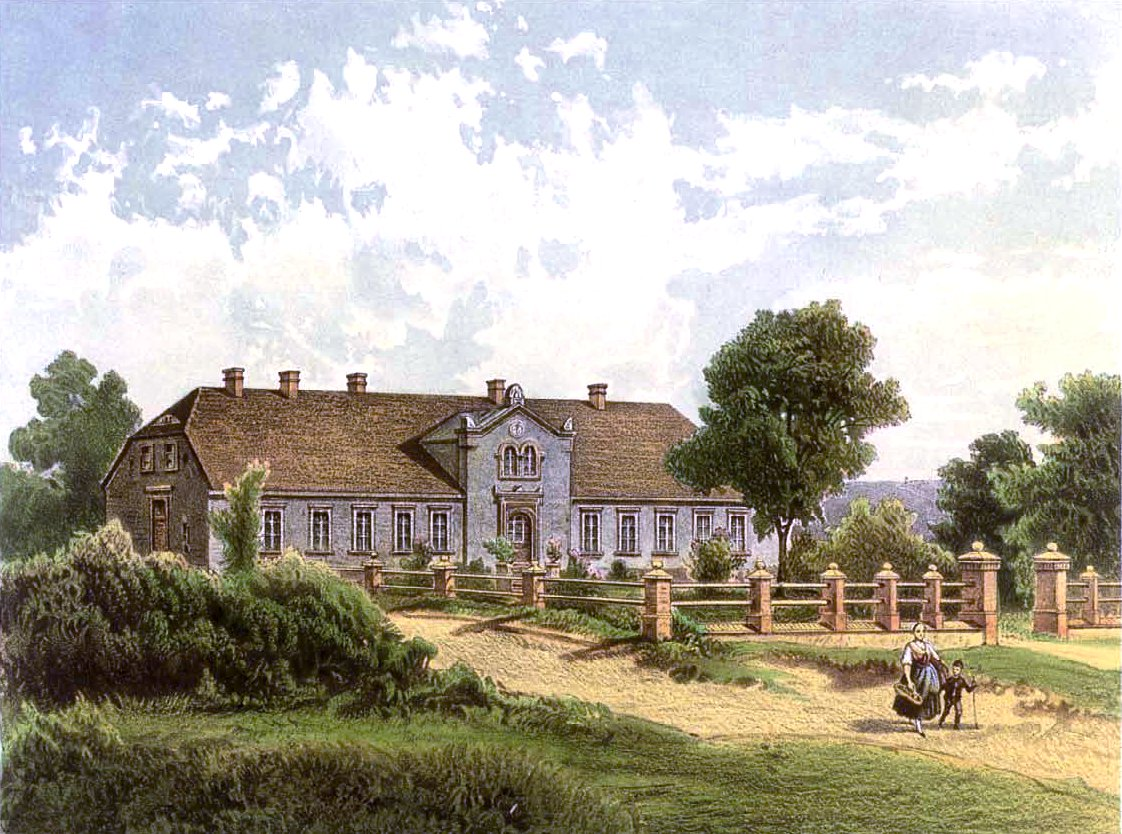
Rittergut Schübben um 1860, Sammlung Alexander Duncker

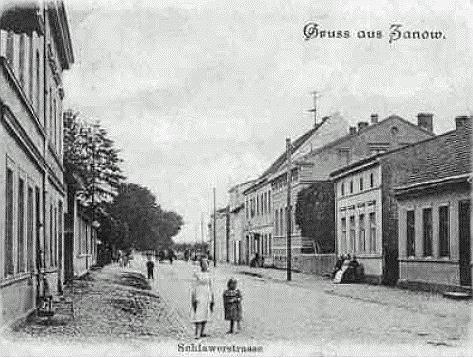
Zanow um 1900

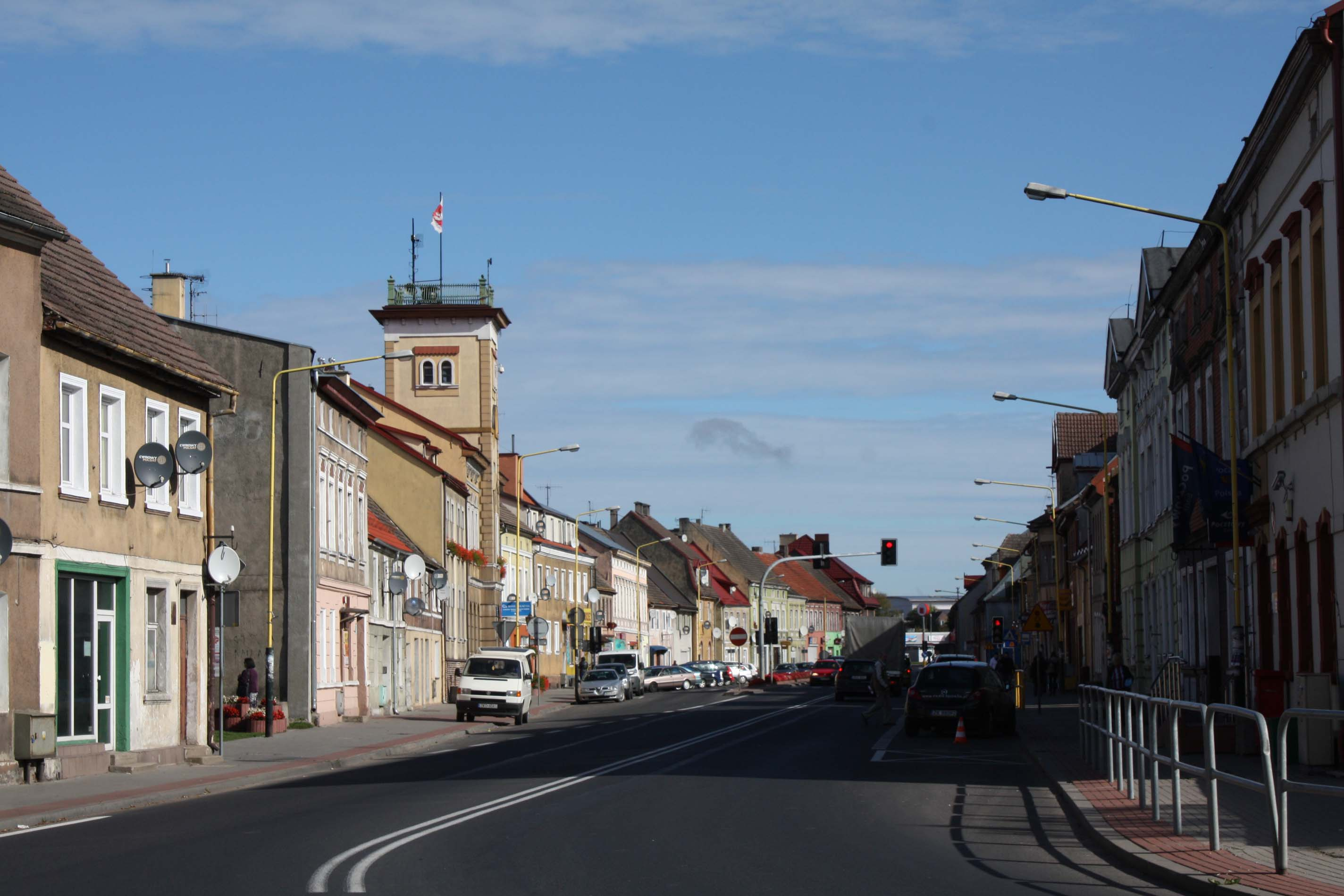
Zentrum von Sianów

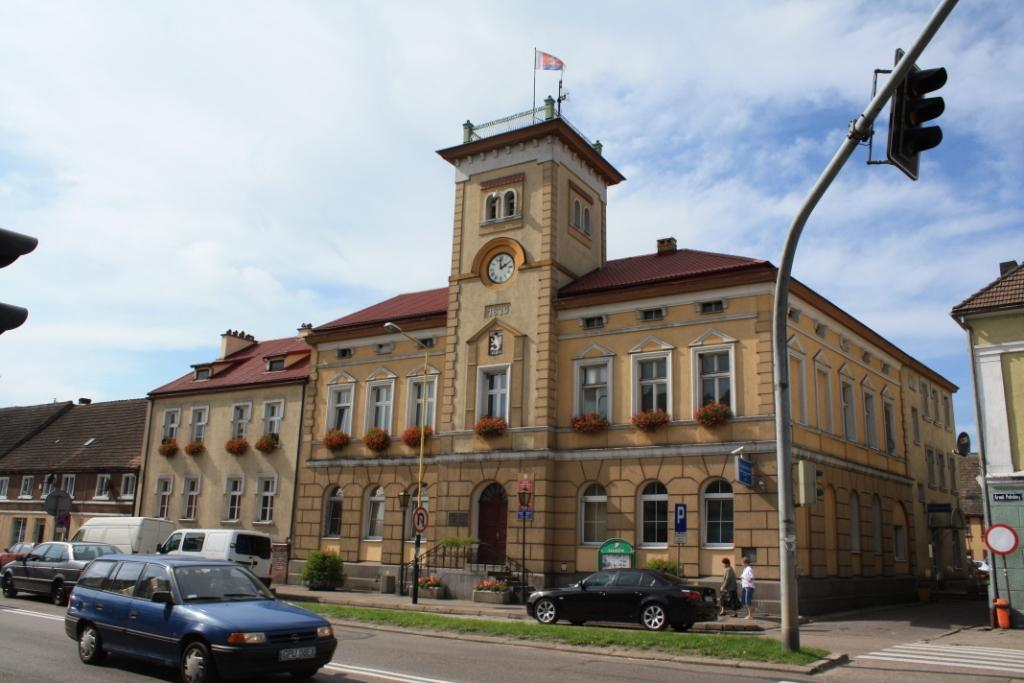
Rathaus von Sianów

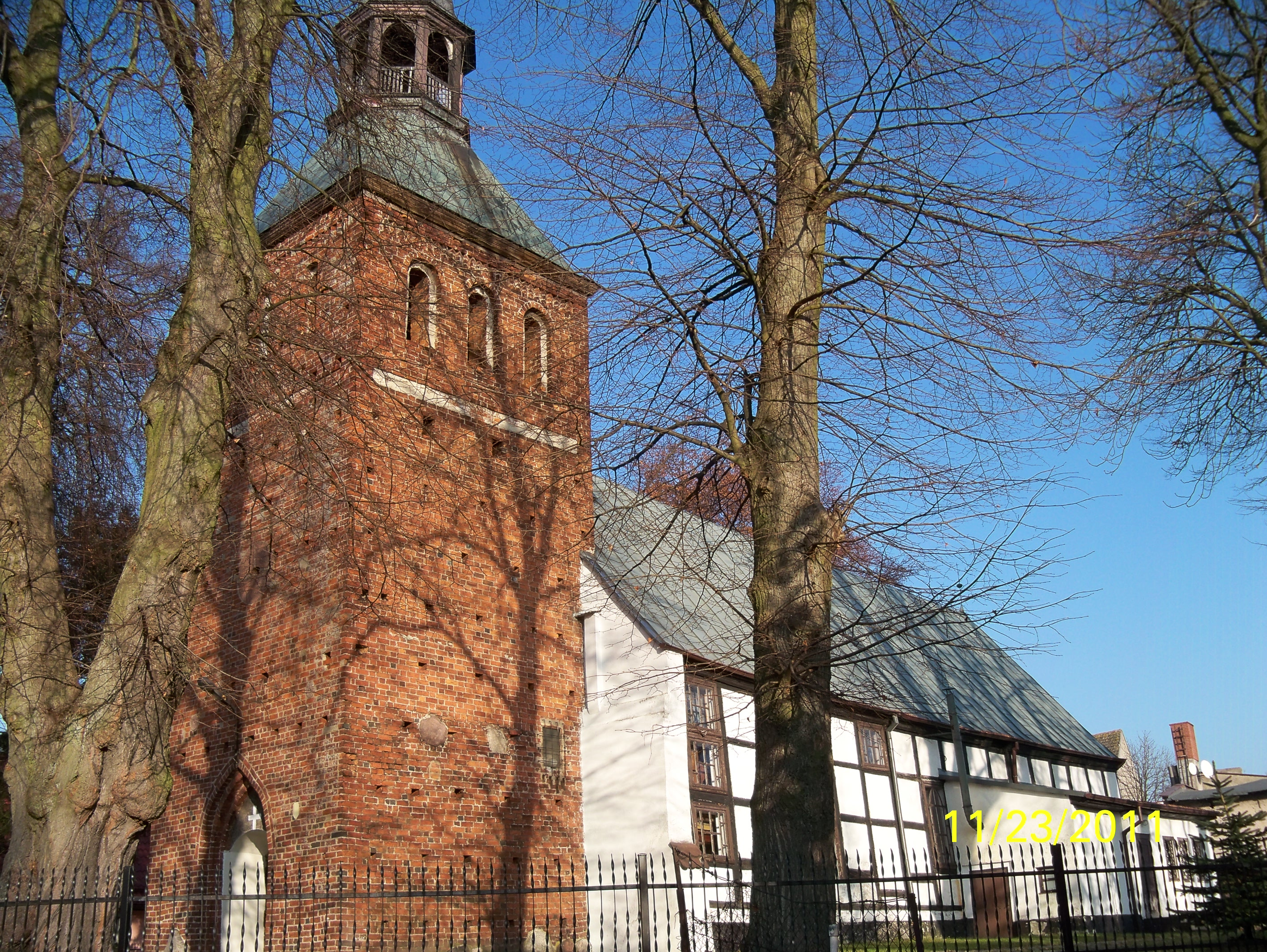
Stadtkirche

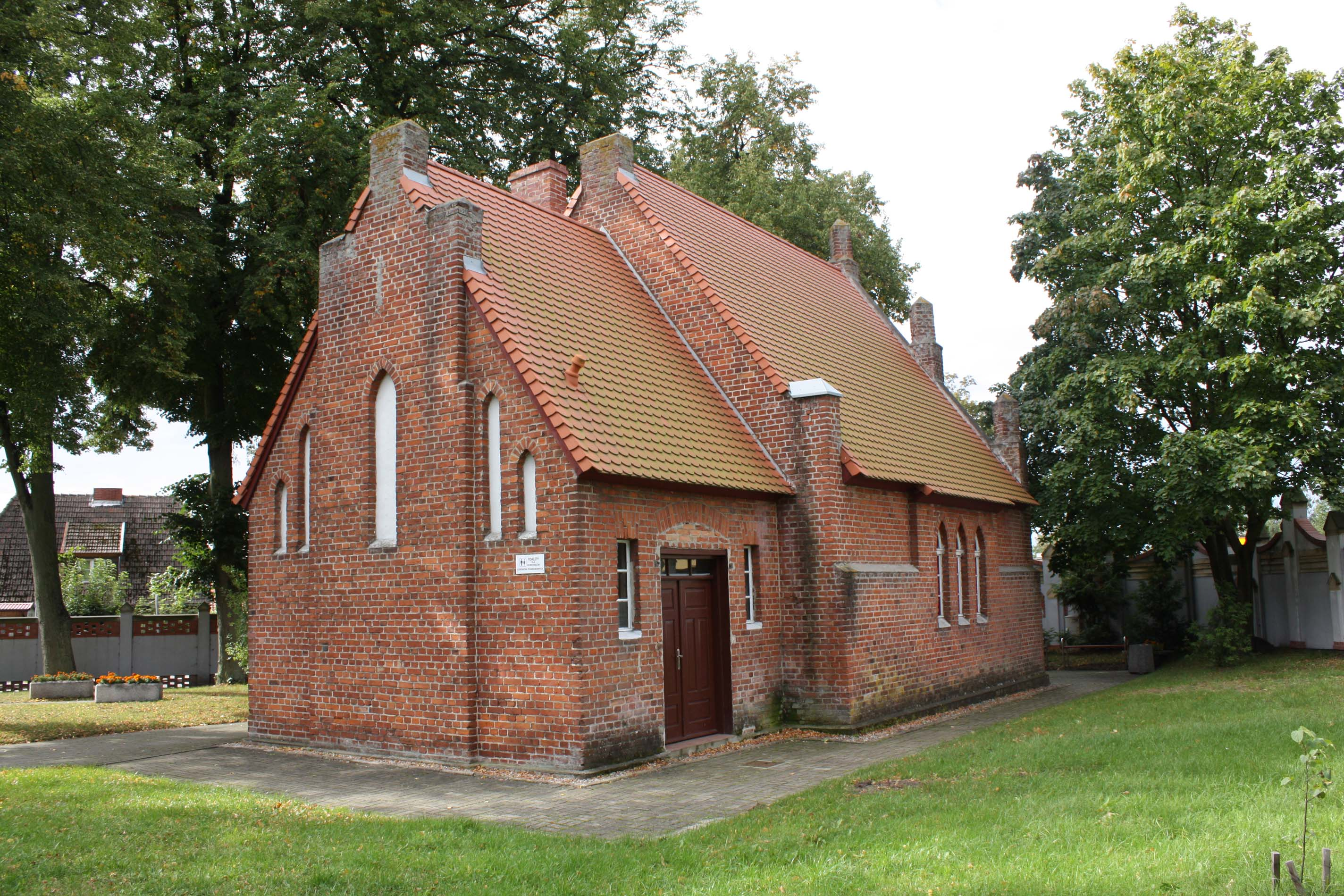
Friedhofskapelle

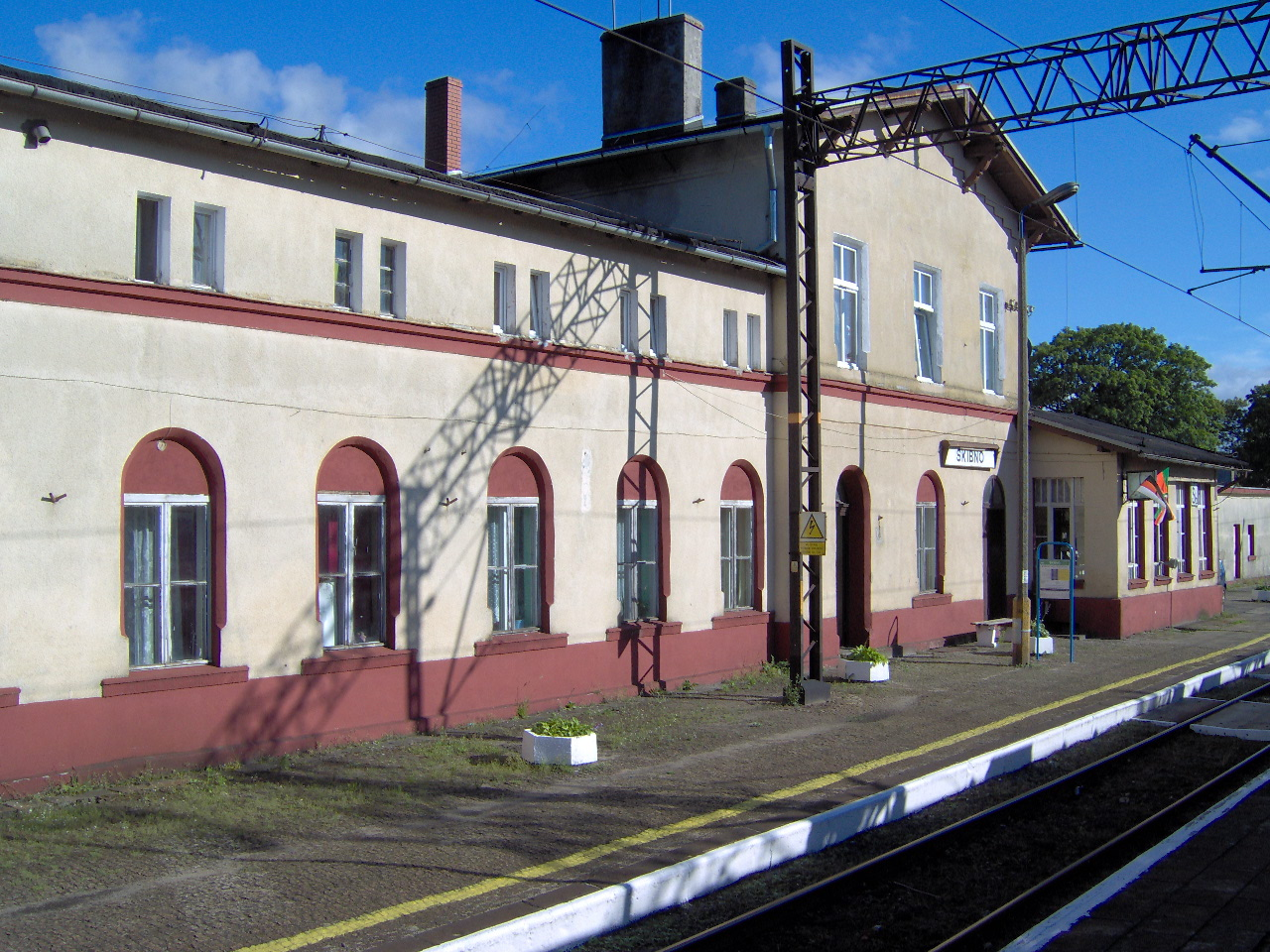
Bahnhof Schübben-Zanow

In den ältesten Schriftstücken, in denen ihre Privilegien beurkundet wurden, wird die Ortschaft Sanow und Tzanow genannt.
Aus einer Urkunde des Jahres 1311 geht hervor, dass sich der Burgflecken Sanowe im Besitz der Kastellanenfamilie Swenzo befand. Deren Abkömmling Peter von Pollnow verlieh Zanow 1343 das lübische Stadtrecht. 1357 wurde die Stadt an den Bischof von Cammin verkauft. Danach werden die Besitzverhältnisse unklar, denn 1372 wurde Zanow unter den Besitzungen der pommerschen Herzöge aufgeführt, während 1400 die Zugehörigkeit zur Vogtei Rügenwalde erwähnt wurde. 1436 erwarb Pommernherzog Bogislaw IX. die Stadt und richtete dort ein Jagdschloss ein. Einer seiner Nachfolger, der Herzog Bogislaw X., wurde 1475 – nach anderen Angaben 1480 – bei einem Überfall Kösliner Kaufleute in Zanow im Schloss gefangen gehalten. 1483 verkaufte Bogislaw X. Zanow samt Schloss an Jürgen Kleist. Nach der Einführung der Reformation in Pommern wurde 1560 in Zanow eine weltliche Schule eröffnet.
Während der napoleonischen Kriege wurde Zanow von einem mit den Franzosen verbündeten polnischen Regiment erobert. Die hohen Besatzungskosten ruinierten die Stadt für viele Jahre. Ab 1815 gehörte Zanow zu Preußen und wurde in den Kreis Schlawe eingegliedert. Nach Fertigstellung der Chaussee Stettin–Danzig errichtete der Kommerzienrat August Kolbe 1848 auf dem Gelände des verfallenen Schlosses eine Zündholzfabrik, die sich nach dem Anschluss an die Bahnlinie Stettin–Stolp 1869 zu einem Großunternehmen mit Geschäftsverbindung bis nach China und Japan entwickelte. Der wirtschaftliche Erfolg schlug sich in reger Bautätigkeit in der Stadt nieder. Sie erweiterte sich entlang der Ausfallstraßen, und im Stadtzentrum entstanden zahlreiche moderne Wohnhäuser. 1879 wurde am Markt ein neues Rathaus eingeweiht.
Zwischen den beiden Weltkriegen hatte sich Zanow zu einem wichtigen Industriezentrum im Landkreis Schlawe entwickelt.
Um das Jahr 1930 hatte die Stadt Zanow eine Flächengröße von 15,5 km², und in dem Stadtgebiet standen zusammen 756 Wohnhäuser an vier verschiedenen Wohnorten:
1. Augustenhöhe
2. Feldmark
3. Stadtforsthaus
4. Zanow

Im Jahr 1925 wurden in Zanow 2655 Einwohner, darunter 21 Katholiken und 15 Juden, gezählt, die auf 756 Haushaltungen verteilt waren.
Während des Zweiten Weltkriegs kamen zahlreiche Zwangsarbeiter in die Stadt. Ende 1944 war Zanow Durchgangsstation der hauptsächlich aus Ostpreußen und Westpreußen kommenden Flüchtlingsströme.
Vor Kriegsende wurde Zanow am 1. März 1945 von der Roten Armee eingenommen und besetzt. Bei den Kampfhandlungen wurde eine Reihe von Gebäuden zerstört. Eine Evakuierung der Bevölkerung war zwar geplant, konnte wegen des raschen Vordringens der Sowjetarmee jedoch nicht mehr durchgeführt werden. Etwa hundert Zanower Bürger konnten am 1. März und in der Nacht vom 1. zum 2. März entlang des Ostseestrandes über Kolberg und Cammin in Richtung Westen fliehen. Während der ersten beiden Tage des März kamen etwa 43 Zivilisten ums Leben, innerhalb der beiden Wochen danach wurden etwa 40 Zanower verschleppt. Es wurde eine sowjetische Kommandantur eingerichtet, die bis etwa September 1945 bestand. Die Zündholzfabrik wurde demontiert und in die Sowjetunion abtransportiert.
Als nach Beendigung der Kampfhandlungen des Zweiten Weltkriegs ganz Hinterpommern seitens der sowjetischen Besatzungsmacht der Volksrepublik Polen zur Verwaltung überlassen worden war, wurde im Juni 1945 zusätzlich ein polnisches Verwaltungsbüro eingerichtet. Die Polen führten für Zanow den Ortsnamen Sianów ein. Es begann nun die Zuwanderung von Polen. Die einheimische Bevölkerung wurde in einer Reihe von Ausweisungskampagnen, die im Oktober, November und Dezember 1945, im März, Mai, Juni, August, November und Dezember 1946 sowie im Januar, Februar und Juli 1947 stattfanden, von der polnischen Administration aus der Stadt vertrieben. Der Abtransport erfolgte über ein Zwischenlager in Köslin. Von dort aus wurden die Ausgewiesenen in Viehwaggons in zwei Lager in Stettin gebracht, wo sie vor dem Abtransport in Richtung Westen von den Polen nochmals ausgeraubt wurden.

### Demographie

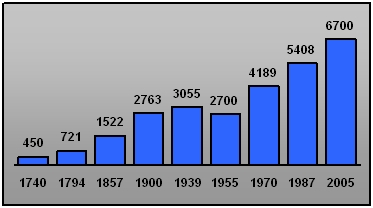
Jährliche Einwohnerzahlen der Stadt

| Jahr | Einwohner | Anmerkungen                                         |
| ---- | --------- | --------------------------------------------------- |
| 1740 | 0450      | [ 6 ]                                               |
| 1782 | 0589      | darunter 16 Juden                                   |
| 1791 | 0707      | darunter 16 Juden                                   |
| 1794 | 0721      | darunter 16 Juden                                   |
| 1812 | 0780      | darunter vier Katholiken und 22 Juden               |
| 1816 | 0640      | darunter drei Katholiken und 14 Juden               |
| 1831 | 1146      | darunter sechs Katholiken und 17 Juden              |
| 1843 | 1522      | darunter fünf Katholiken und 23 Juden               |
| 1852 | 1848      | darunter fünf Katholiken und 57 Juden               |
| 1861 | 2134      | darunter 21 Katholiken und 47 Juden                 |
| 1871 | 2200      | davon 2118 Evangelische, 29 Katholiken und 53 Juden |
| 1875 | 2323      | [ 9 ]                                               |
| 1880 | 2715      | [ 9 ]                                               |
| 1905 | 2795      | davon 40 Katholiken und 24 Juden                    |
| 1910 | 2573      | am 1. Dezember                                      |
| 1925 | 2599      | darunter 21 Katholiken und 15 Juden                 |
| 1933 | 2978      | meist Evangelische                                  |
| 1939 | 3055      | [ 9 ]                                               |

## Bauwerke
- Kirche St. Stanisław Kostka, Fachwerkbau von 1793 mit spätgotischem Turm des Vorgängerbaus aus dem 16. Jahrhundert. Bis 1945 evangelisch, seitdem katholisch.
- Neugotische Friedhofskapelle von 1844
- Rathaus von 1879

## Söhne und Töchter der Stadt
- Richard Klein (1888–1947), deutscher Politiker (DNVP, NSDAP), Mitglied des Preußischen Landtags
- Ernst Kasiske (1861–1945), deutscher Uhrmacher, Mitglied des Aufsichtsrats der Deutschen Uhrmacherschule Glashütte

## Partnergemeinde
2001 schloss Sianów einen Partnerschaftsvertrag mit der schleswig-holsteinischen Gemeinde Wöhrden.

## Verkehr
Die Landesstraße 6 (ehem. Reichsstraße 2) verbindet den Ort mit den Nachbarstädten Koszalin (Köslin) (6 Kilometer westlich) und Słupsk (Stolp) (70 Kilometer östlich). Beide Städte sind vom Bahnhof Schübben-Zanow (Skibno), welcher sich an der Bahnstrecke Stargard Szczeciński–Gdańsk befindet, mit der Eisenbahn zu erreichen.

## Gmina Sianów

### Allgemeines
Mit rund 13.000 Einwohnern steht die Gmina Sianów an 29. Stelle der 114 Gemeinden der Woiwodschaft Westpommern. Mit ihrer Fläche von 226,78 km² macht sie 13,6 % der Fläche des Powiat Koszalin aus und steht flächenmäßig an 44. Stelle der Gemeinden in der Woiwodschaft Westpommern.

### Gemeindegliederung
Zur Stadt- und Landgemeinde Sianów gehören, neben der Stadt Sianów, die 24 Schulzenämter:
| - Bielkowo (Beelkow) - Dąbrowa (Damerow) - Gorzebądz (Gohrband) - Grabówko (Neu Martinshagen) - Iwięcino (Eventin) - Karnieszewice (Karnkewitz) - Kędzierzyn (Meyringen) - Kleszcze (Kleist) - Kłos (Kluß) - Maszkowo (Maskow) - Mokre (Mocker) - Osieki (Wusseken) | - Ratajki (Ratteick) - Rzepkowo (Repkow) - Sieciemin (Zitzmin) - Sierakowo Sławieńskie (Zirchow) - Skibno (Schübben) - Skwierzynka (Schwerinsthal) - Sowno (Alt Zowen) - Sucha Koszalińska (Zuchen) - Szczeglino (Steglin) - Szczeglino Nowe (Neu Steglin) - Węgorzewo Koszalińskie (Vangerow) - Wierciszewo (Wandhagen). |

Außerdem umfasst die Gemeinde weitere Dörfer, die nicht den Status eines Schulzenamts haben und obigen Schulzenämtern zugeordnet sind.